# Alfonso Beorlegui
Alfonso Beorlegui Canet (Estella, Navarra, 26 de enero de 1888-Zaragoza, 29 de septiembre de 1936) fue un militar español que se puso al servicio del general Mola tras la sublevación militar de 1936, responsable de que Guipúzcoa cayera en manos de los sublevados.

## Biografía
A los 22 años ingresó en la Academia de Infantería de Toledo. 
Tras graduarse fue destinado a Marruecos (1913), donde desarrolló la mayor parte de su carrera militar, llegando a coronel en 1930. Fue hecho preso al oponerse a la fallida Sublevación de Jaca de 1930, pero se escapó en pocas horas. En el golpe militar de 1936 luchó en el bando rebelde.
En 1936 se encontraba en Pamplona, donde al producirse la sublevación que dio origen a la Guerra Civil se puso a las órdenes del general Mola. Mola le colocó al frente de la Guardia Civil y de Asalto y le nombró delegado de Orden Público. Asegurado el éxito de la sublevación en Navarra, encabezó una columna que avanzó hacia Guipúzcoa, llegando hasta Irún. Esta orden fue expresa de Mola, que deseaba cortar la entrada de armamento para el bando republicano desde Francia. Tras la caída de los bastiones del monte San Marcial (26 de agosto), tomó la ciudad, siendo herido en el avance hacia el puente internacional, cerrando la frontera francesa y entrando pocos días después en San Sebastián. La toma de esta última fue más fácil, tras pactar la rendición, pues las autoridades no deseaban que la ciudad fuera devastada como lo había sido Irún.
Murió a causa de una herida recibida en el muslo en Irún, la cual, no atendida al creerse de poca importancia y tras dirigirse al frente de Aragón, se gangrenó. Según la obra del reportero George Steer, El árbol de Guernica:

[Beorlegui] cometió errores, especialmente en los primeros días, al atacar San Marcial sin la debida preparación de artillería. Era un soldado fino e intrépido: la conquista de Guipúzcoa fue obra suya.